# Xeronema
Xeronema, maleni biljni rod iz reda šparogolike kojemu pripadaju dvije vrste koje rastu na Novoj Kaledoniji i novozelandskim otocima Poor Knights i Taranga. Rod čini samostalnu porodicu Xeronemataceae.

## Opis
Xeronemataceae je mala porodica opisana 2000. Najbliže je povezana s porodicama Iridaceae i kompleksom Xanthorrhoeaceae /Asphodelaceae /Hemerocallidaceae (danas potporodice). Sastoji se od samo jednog roda i dvije vrste endemske za nekoliko otoka u Novom Zelandu i Novoj Kaledoniji. Biljke su zeljaste s kožastim listovima i šire se rizomom. Cvjetovi su postavljeni na terminalne klasove, s prašnicima koji se uzdižu iznad cvjetova. Svi dijelovi cvjetova su crveni ili narančastocrveni.

## Vrste
1. Xeronema callistemon W.R.B. Oliv., Novi Zeland
2. Xeronema moorei (Brongn. & Gris) Brongn. & Gris, Nova Kaledonija